# 956 TCN
956 TCN là một năm trong lịch La Mã.